# Cyrtopodion lawderanum
Cyrtopodion lawderanum är en ödleart som beskrevs av  Ferdinand Stoliczka 1871. Cyrtopodion lawderanum ingår i släktet Cyrtopodion och familjen geckoödlor. Inga underarter finns listade i Catalogue of Life.